# Línea 24 (Dbus)
La línea 24 de Dbus es una línea que recorre prácticamente todos los barrios de la ciudad sin pasar por el centro. Su recorrido forma una especie de 8. La línea 27 es su línea gemela, ya que hace el mismo recorrido en sentido contrario.
Al ser una línea larga, además de en las terminales, también tiene otras paradas donde tiene que esperar a su hora para continuar.

## Paradas

### Hacia Zumalakarregi 9
- Larratxo III 27 31 38
- Bianka 13 38
- Lauaizeta 33 13 38
- Altza 55 13 38
- Larratxo 94 13 38
- Arriberri 13 38
- Pikabea 13
- Renfe Herrera 13
- Herrera 13 38
- Gaiztarro 13 38
- Alto de Miracruz 13 14 31 46
- Toki Eder 13 31 46
- Jesuitak 13 31 46
- Mariaren Bihotza 13 31 37 46
- Colón 17 8 14 17 33 40 46
- Estaciones Renfe-Bus 17 37 45 E21 E30
- Bilbao 17
- Centenario 17 23 32 46
- Pío XII 23 27 32 43 46
- Melodi Lugaritz
- Lugaritz 27 45
- Lugaritz Euskotren II 45
- Amerika Plaza 5 25 45
- Tolosa 111 5 25 45
- Unibertsitatea Tolosa 77 5 25 45
- Majisteritza 5 25 33 35 40 45
- Zumalakarregi 21 5 25 33 35 40 45
- Zumalakarregi 9 16 33 40

### Hacia Larratxo III
- Zumalakarregi 9 16 33 40
- Pío Baroja 4 16 35
- Pío Baroja 10 16 35
- Melodi - Pío Baroja 35 36
- Collado 21 23 27 32 46
- Madrid 10 26
- Madrid 28 26
- Toribio Alzaga 26 31
- Barcelona 10 26 31 41
- Barcelona 26 26 31 41 E21
- La Salle 26 31 41
- Patxillardegi 26 27 31 41
- Loiola-Topo 26 27 31 41
- Ametzagaina 14 9 42
- Mª Reina 9
- Polloe 42
- Matigotxotegi-Parking
- Mons 36 24 33
- Zarategi 80 24 33
- Txara I 24 33
- Baratzategi 3 33
- Otxoki Parkea 33
- Garbera 27 33
- Marrus 33
- Leosiñeta 13 33
- Larratxo 46 13 27 31 33 38
- Larratxo III 27 31 38